# Salvelinus leucomaenis pluvius
Salvelinus leucomaenis pluvius is een ondersoort van de straalvinnige vissen uit de familie van de zalmen (Salmonidae). De wetenschappelijke naam van de soort is voor het eerst geldig gepubliceerd in 1876 door Hilgendorf.